# Sergia
Sergia – żeński odpowiednik imienia Sergiusz wywodzącego się od nazwy rzymskiego rodu Sergia. Patronką imienia jest bł. Maria Sergia od Matki Bożej Bolesnej, siostra sakramentka, wspominana razem z Marią Stellą i innymi towarzyszkami.
Sergia imieniny obchodzi 4 września.